# (32451) 2000 SP25
2000 SP25 (asteroide 32451) é um asteroide troiano de Júpiter. Possui uma excentricidade de 0.09950710 e uma inclinação de 19.67527º.
Este asteroide foi descoberto no dia 23 de setembro de 2000 por LINEAR em Socorro.